# 閩贛語
閩贛語（びんかんご）・邵将語（しょうしょうご）は、シナ・チベット語族、シナ語派、閩語に属する言語である。話者は主に福建省北西部にある邵武・光沢・将楽・泰寧・建寧5県にいる。閩北、贛、客家の三言語が混合した過渡的言語とされる。